# Gens Octavia
La gens Octavia fue una familia plebeya de la Antigua Roma, que fue elevada al estatus de patricia por Julio César durante el siglo I a. C. El primer miembro de la gens que consiguió destacar fue Gnaeus Octavius Rufus, cuestor circa 230 a. C.. En los dos siglos siguientes, los Octavii alcanzaron muchos de los empleos más altos del estado; pero el más celebrado de la familia fue Octavio, el sobrino nieto e hijo adoptivo de César, quien fue proclamado Augusto por el senado en 27 a. C.

## Origen de la gens
Los Octavii originalmente provenían de la ciudad Volsca de Velitrae, en los Montes Albanos. Hacia el fin de la República, se puso de moda entre las familias nobles, localizar su origen entre los dioses y héroes de los tiempos antiguos, y de acuerdo con Suetonio, los Octavii recibieron su ciudadanía romana de Lucio Tarquinio Prisco, el quinto rey de Roma, y fueron incluidos entre patricios por su sucesor, Servio Tulio. Después eludieron a los plebeyos, hasta que el rango patricio les fue conferido de nuevo por César.
Esta historia no es improbable en sí, pero ya que ni Tito Livio ni Dionisio de Halicarnaso mencionan a los Octavii cuando hablan de Velitrae, y no aparecen en la historia hasta la segunda mitad del siglo III a. C., la tradición que les conecta con los reyes romanos pueden ser rechazada con seguridad.
El nomen Octavius es un apellido patronímico, derivado del praenomen Octavus, el cual era ampliamente extendido en el Lacio. Muchas otras gentes obtuvieron su nómina de esta manera, incluyendo el Quinctii de Quintus, el Sextii de Sextus, y el Septimii de Septimus.